# 禹性伝
禹性伝（う せいでん、ウ・ソンジョン、1542年 - 1593年）は朝鮮の水原県の県監、大司成を歴任した文臣。義兵長。本貫は丹陽禹氏、字は景善、号は秋淵・淵庵、諡号は文康。
曽祖父は禹桓、祖父は承仕郎の禹成允、生父は県令の禹彦謙、養父は禹俊謙。大司憲・許曄の娘婿で、李滉の門人である。

## 生涯
明宗16年（1561年）の進士。1564年に成均館の儒生たちを率いて、妖僧普雨の誅殺を請願した。宣祖元年（1568年）に増広文科丙科に合格し、芸文館検閲・奉教・修撰を経て、1576年に水原県監を務めた。一時期に罷職されたが、再び掌令、司饔院正を経て、1583年に応教になり、その後も何度も舎人を務めた。
東西分党の時は東人となったが、李溌との不和により禹は南人、李は北人に再び分党した。禹は南人の大物として活動したが、1591年に西人の鄭澈らの処理の件で北人に敗れ、官職を奪われた。
1592年に壬辰倭乱が起きると、京畿道で義兵を募集して秋義軍と称し、塩と糧食を調達して難民を救済した。また、江華島で義兵長の金千鎰の麾下に入り、島を掌握し兵船を率いて敵の進撃路を遮断した。その後は京畿道の禿城山城、幸州山城で義兵を率いて権慄を支援した。義兵長として活躍した功で奉常寺正・大司成を務め、その後も龍山の敵を討って糧穀を確保し、官軍と義軍に食糧を提供した。後退していた倭軍を慶尚道の宜寧郡まで追い出したが、過労で病にかかり、京畿道富平で死亡した。死後は吏曹判書に追贈。著書として『癸甲録』・『易説』・『理気説』などがある。